# تادئوش کوشچیوشکو
تادئوش کوشچیوشکو (لهستانی: Tadeusz Kościuszko؛ زاده ۴ فوریهٔ ۱۷۴۶ درگذشته ۱۵ اکتبر ۱۸۱۷) چهرهٔ برجستهٔ جنبش آزادی‌بخش لهستان و از شرکت‌کنندگان جنگ‌های استقلال آمریکا بود. وی یک قهرمان ملی در کشورهای لهستان، لیتوانی، بلاروس و ایالات متحده می‌باشد. او به عنوان یک فرمانده و مهندس نظامی در مقابل تقسیم اراضی لهستان توسط روسیه تزاری و پروس قیام کرد. وی در زمان کاترین کبیر در زندان قلعه پیتر و پاول در سنت پترزبورگ زندانی شد و با مرگ کاترین و اعلام وفاداری به تزار پاول اول از زندان آزاد شده و آزادی‌ها و امتیازهای بیشتری برای مردم لهستان از تزار دریافت کرد.
دولت جمهوری لهستان به مناسبت ۲۰۰ امین سالگرد مرگ کوشچیوشکو سال ۲۰۱۷ را به عنوان سال بزرگداشت کوشچیوشکو نامگذاری کرد.